# 샌타바버라 국제 영화제

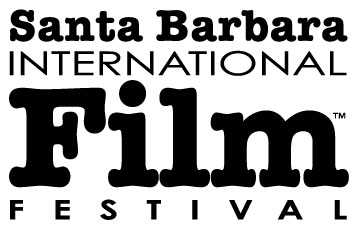
샌타바버라 국제 영화제 로고

샌타바버라 국제 영화제(영어: Santa Barbara International Film Festival, SBIFF)은 1986년부터 미국 캘리포니아주 샌타바버라에서 11일간 열리는 영화제이다. 이 영화제는 2014년에 각기 다른 국가 및 지역의 장편 영화 및 단편 영화를 포함하여 200편의 영화를 상영했다. 상영 외에, 축제에는 유명 인사, 산업 패널 및 교육 프로그램을 포함하여 다른 섹션이 포함되어 있다.